# Planets (album d'Eloy)
Albums de Eloy
Colours
(1980) Time to Turn
(1982)
Planets est le neuvième album studio du groupe de rock progressif allemand, Eloy. Il est sorti en mai 1981 sur le label EMI/ELectrola et a été produit par Frank Bornemann et Eloy.

## Historique
Pendant la tournée de promotion de l'album Colours, il parut évident que le public appréciait plus le son et l'atmosphère des albums précédents, ce qui amena Frank Bornemann a chercher des idées pour un nouvel concept album. Le groupe se mit au travail et rapidement il eut assez de matériel pour enregistrer un double-album, mais sous la pression de la maison de disque, le groupe décida de sortir deux albums dans un laps de temps plus réduit. Pour donner aux albums un son plus atmosphérique, le guitariste Hannes Arkona joua aussi des claviers aussi bien en studio que sur la scène. Bornemann écrivit toute l'histoire du concept album et s'adjoint la présence de Sigi Hausen un américain qui maitrisait à la perfection la langue allemande pour traduire et perfectionner ses textes originellement écrits en allemand.
Quand le groupe s'installa dans les studios Horus à Hanovre, les tensions commencèrent à s'installer en le batteur Jim McGillivray et les autres membres du groupe. Jim se montra moins impliqué dans le nouvel album (il avait écrit les paroles de l'album précédent) et souffrait notamment du manque de reconnaissance du public d' Eloy, ce dernier lui préférant l'ancien batteur Jürgen Rosenthal. Il enregistra la plupart des parties de batterie de l'album et lui et le groupe décidèrent de se séparer, le reste des percussions fut enregistrés par un batteur de studio, Olaf Gustafson et Jim sera remplacé par Fritz Randow. Pour la première fois depuis l'album Dawn, des instruments à cordes arrangés par Wolfgang Dyhr, furent ajoutés lors de la production.
En ce début des années 80, la mode musicale en Allemagne était une musique plus new wave/pop avec des textes chantés en allemand  ce qui ne permit pas à cet album de se classer dans les charts.
Au Royaume-Uni, l'album sorti en 1982 avec une pochette différente signée par Rodney Matthews.

## Liste des titres
Toutes les musiques sont signées par le groupe, les paroles sont de Frank Bornemann et Sigi Hausen.

### Face 1
1. Introduction - 1:58
2. On the Verge of Darkening Lights - 5:37
3. Point of No Return - 5:45
4. Mysterious Monolith - 7:40

### Face 2
1. Queen of the Night - 5:22
2. At the Gates of Dawn - 4:17
3. Sphinx - 6:50
4. Carried by Cosmic Winds - 4:32

### Titre bonus réédition 2005
1. On the Verge of Darkening Lights (Live 1983) - 4:09

## Musiciens
- Frank Bornemann : chant, guitare électrique et acoustique
- Klaus-Peter Matziol : basse, chœurs
- Hannes Arkona : guitare électrique, claviers
- Hannes Folberth : claviers
- Jim McGillivray : batterie, percussions